# Morten Green
Morten Green (Hørsholm, 19 marzo 1981) è un ex hockeista su ghiaccio danese.

## Carriera
La sua carriera è cominciata nel 1996-1997 con il Rungsted IK. Nella stagione 1999-2000 ha giocato con i Leksands IF in Svezia. Sempre in Svezia nei primi anni 2000 ha vestito le casacche di IF Troja-Ljungby, MODO hockey, IF Sundsvall Hockey e Rögle BK. Dal 2006-2007 al 2008-2009 ha giocato con il Leksands IF, mentre dal 2009-2010 al 2011-2012 ha militato nei Malmö Redhawks. Nel 2012 si trasferisce in Germania tra le file degli Scorpions de Hanovre, prima di passare ai SERC Wild Wings dove resta fino al 2015.
In ambito internazionale, con la rappresentativa danese, ha preso parte a numerose edizioni dei campionati mondiali. Si è ufficialmente ritirato nel 2018.